# Фалькенбергс Ідроттсплац
«Фалькенбергс Ідроттсплац» (швед. Falkenbergs idrottsplats) — багатофункціональний стадіон у місті Фалькенберг, Швеція, домашня арена ФК «Фалькенбергс ФФ». 
Стадіон побудований та відкритий у 1921 році як «Форенінґен Фалькенбергс Ідроттсплац». Спочатку належав спортивному клубу «Фалькенбергс», однак у 1959 році був переданий у власність муніципалітету Фалькенберга. Тоді ж арену перейменовано на «Фалькенбергс Ідроттсплац». Дві трибуни, основна з яких накрита дахом, мають потужність 4 000 глядачів. Навколо поля із природним покриттям облаштовані бігові доріжки. Поруч з основним полем розташовані три додаткових, одне із яких поділене на чотири тренувальних майданчики менших розмірів.
Окрім футбольних матчів на стадіоні проводяться змагання з легкої атлетики.